# Ácido carnósico
Ácido carnósico es un producto natural bencenodiol abietano diterpeno que se encuentra en el romero (Salvia rosmarinus) y la salvia común (Salvia officinalis). Las hojas secas de romero o salvia contienen ácido carnósico de 1,5 a 2,5%.
El ácido carnósico tiene propiedades medicinales, es un potente antioxidante y protege las células de la piel contra la radiación UV-A (fotoprotección).[cita requerida] Ha mostrado hepatotoxicidad en humanos, al mismo nivel que el tamoxifeno.
El ácido carnósico se utiliza como conservante o antioxidante en productos alimentarios y no alimentarios (por ejemplo, pasta de dientes, enjuague bucal y la goma de mascar, en las que tiene un efecto antimicrobiano sobre los microbios responsables del mal aliento o para el cuidado de la piel). 
Los científicos encuentran evidencia de que el compuesto de la hierba romero ( el ácido carnósico) puede bloquear la infección COVID-19 causada por SARS-CoV-2 y otras enfermedades inflamatorias. Un equipo codirigido por científicos de Scripps Research encontró evidencia de que un compuesto contenido en la hierba medicinal y culinaria romero podría ser un arma de dos frentes contra el coronavirus SARS-CoV-2 que causa el COVID-19.^Scripps Research Institute,02.01.2022